# Конвой JW-57
Конвой JW-57 — арктический конвой времён Второй мировой войны. Самый крупный из арктических конвоев. Был отправлен в СССР 20 февраля 1944 года со стратегическими грузами и военной техникой из США, Канады и Великобритании из Лох-Ю. В его состав входило 42 грузовых судна. Прикрытие конвоя осуществлялось несколькими группами кораблей союзников. 28 февраля конвой JW-57 вошел в Кольский залив. Транспорты потерь не имели.
Эсминец «Махратта» был потоплен в ночь на 26 февраля, спаслось 17 человек. 24 февраля немецкая подводная лодка U-713 была потоплена эсминцем «Кеппел», а 25 февраля летающая лодка «Каталина» потопила U-601.